# 斑點黃蓋鰈
斑點黃蓋鰈為輻鰭魚綱鰈形目鰈亞目鰈科的其中一種，為温帶海水魚，分布於西北太平洋區，包括鄂霍次克海、千島群島、日本、朝鮮半島海域，體長可達40公分，棲息在底層水域，生活習性不明，可做為食用魚。